# Túnel de rentatge

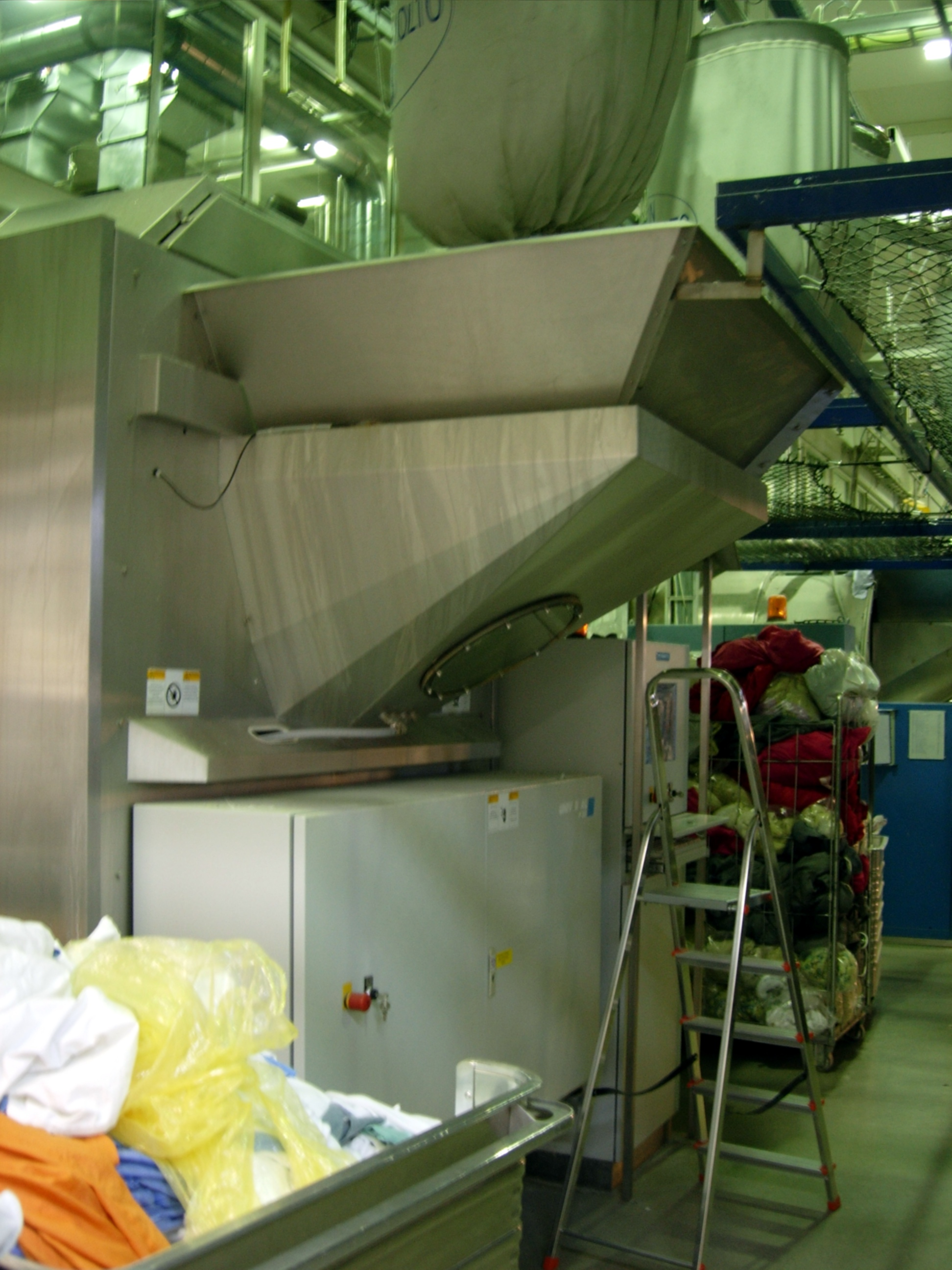
Part d'un túnel de rentatge per on entra la roba

Un túnel de rentatge o llavatge, anomenat també rentadora modular contínua, és una màquina de bugaderia industrial dissenyada específicament per al tractament de grans quantitats de roba.
Tal com el nom indica, aquesta màquina consisteix en tub metàl·lic allargat anomenat túnel. Una espiral metàl·lica enorme anomenada cargol d'Arquimedes recorre el centre del túnel i el divideix en seccions anomenades "compartiments". La rotació d'aquest cargol fa avançar la roba d'un cap a l'altre del túnel. El cargol està fabricat d'un metall porós, de manera que la roba es desplaça per la rentadora en una direcció, mentre que l'aigua i els productes químics ho fan forçosament cap a l'altra. Així doncs, la roba avança cap a compartiments on l'aigua cada vegada és més neta i amb productes químics més frescos. La roba bruta entra de manera continuada per un costat del túnel mentre que la roba neta surt de manera continuada per l'altre.
Des de la seva presentació a finals dels anys seixanta, els túnels de rentatge han esdevingut cada vegada més fiables. Tot i que són molt cars, actualment són habituals en hotels, hospitals i bugaderies industrials que gestionen grans volums de roba.
Al principi, un dels majors inconvenients d'aquesta màquina era la necessitat d'utilitzar una mateixa fórmula de rentatge per a tots els articles.
Els túnels de rentatge moderns gestionats informàticament poden controlar i regular els nivells de productes químics de cada compartiment individual i així resoldre, de manera efectiva, aquest problema.